# Classe Oberon
La classe Oberon è stata una serie di sottomarini diesel-elettrici della Royal Navy britannica, il cui progetto era basato sulla precedente classe Porpoise. Entrati in servizio a partire dal 1960, vennero costruiti 13 esemplari per la marina britannica mentre altri quattordici vennero ceduti a marine militari di altri paesi: sei unità alla Royal Australian Navy, tre alla Royal Canadian Navy (poi Canadian Forces Maritime Command) seguite da ulteriori due precedentemente nella Royal Navy. Tre unità operarono anche nella Marinha do Brasil e due nell'Armada de Chile.
Molte delle unità della classe sono sopravvissute anche in seguito alla fine del loro servizio attivo: nel 2006 sette di queste erano utilizzate come museo, due conservate in parte come monumenti mentre altre cinque si trovavano in attesa di essere convertite in navi museo o in attesa di una decisione riguardo al loro futuro.